# مزرعة أيشق تشخماز (قشلاق الجنوبي)
مزرعة أیشق تشخماز (بالفارسية: مزرعه ایشق چخماز) هي منطقة سكنية تقع في إيران في أردبيل. يقدر عدد سكانها بـ 64 نسمة .